# Bulldog Irvine
Pour les articles homonymes, voir Irvine.
Robert William Irvine dit Bulldog Irvine (Blair Atholl, 1853 - 1874) est un joueur international écossais de rugby et un médecin.
Il fait partie de l'équipe d'Écosse de rugby qui affronte l'Angleterre dans ce qui constitue le tout premier match international de rugby de l'histoire, en 1871.

## Biographie

### Jeunesse et études
Robert William Irvine naît le 19 avril 1853 à Blair Atholl, dans le Perth and Kinross, en Écosse.

### Carrière en rugby
Irvine évolue comme forward (avant) au sein du Edinburgh Academical FC.
Il est aussi appelé dans l'équipe du district d'Édimbourg (en) pour le tout premier match de rugby provincial de Grande Bretagne, le 23 novembre 1872 contre celui de Glasgow (en), ainsi que plusieurs autres en suivant. Il joue aussi pour le East of Scotland District (en) contre le West of Scotland District (en) en 1876.

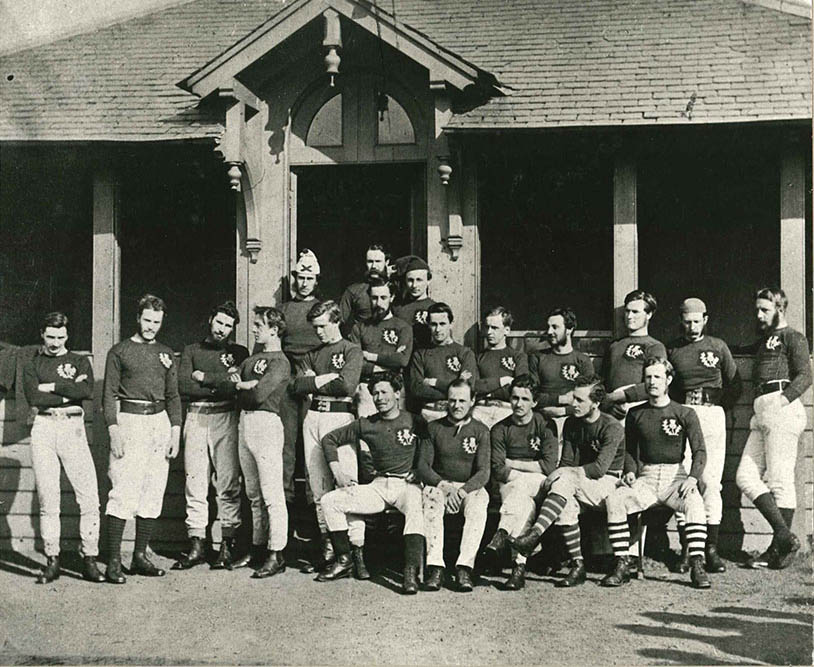
La première équipe nationale de rugby d'Écosse, lors du match de mars 1871 contre l'Angleterre à Édimbourg.

En 1871, il est sélectionné pour l'équipe nationale écossaise lors du tout premier match international de rugby de l'histoire, contre l'Angleterre,. L'Écosse l'emporte 1 à 0 en inscrivant 2 essais et 1 transformation contre 1 essai non transformé pour l'Angleterre (seules les transformations rapportaient des points à l'époque),,.
Irvine est sélectionné pour le match international suivant, qui se tient le 5 février 1872 contre l'Angleterre à The Oval  (victoire de l'Angleterre 2 à 1),. Il joue un total de treize matchs — tous contre l'Angleterre ou l'Irlande — pour un essai marqué, son dernier match international ayant lieu en 1880,.

### Famille et dernières années
Il est le frère de Duncan Irvine (en), également un international écossais.
Bulldog Irvine meurt le 18 avril 1897, à l'âge de 43 ans.